# Orophyllus montanus
Orophyllus montanus är en insektsart som beskrevs av Max Beier 1954. Orophyllus montanus ingår i släktet Orophyllus och familjen vårtbitare. Inga underarter finns listade i Catalogue of Life.